# Bludenzer Tage zeitgemäßer Musik
De Bludenzer Tage zeitgemäßer Musik (letterlijk: Bludenzer Dagen der Hedendaagse Muziek) is een internationaal festival voor hedendaagse muziek dat sinds 1988 plaatsvindt in Bludenz, Vorarlberg (Oostenrijk). Het doel van het festival is om hedendaagse muziek hoorbaar te maken in Bludenz.

## Geschiedenis
Als onderdeel van het festival vonden de afgelopen decennia zo'n 200 wereldpremières plaats.
Georg Friedrich Haas was de eerste artistiek leider, gevolgd door Wolfram Schurig en Alexander Moosbrugger. De Italiaanse componiste Clara Iannotta is sinds 2014 verantwoordelijk voor het programma.
Vanwege de COVID-19-pandemie moest de 2020-editie van het festival worden geannuleerd.